# Eucereon brunnea
Eucereon brunnea är en fjärilsart som beskrevs av George Francis Hampson 1903. Eucereon brunnea ingår i släktet Eucereon och familjen björnspinnare. Inga underarter finns listade i Catalogue of Life.